# Calogero Lo Giudice
Calogero Lo Giudice (ur. 16 czerwca 1938 w Ennie, zm. 24 sierpnia 2021 tamże) – włoski polityk, samorządowiec i nauczyciel akademicki, w latach 1982–1983 prezydent Sycylii, poseł do Parlamentu Europejskiego III kadencji.

## Życiorys
Ukończył studia z ekonomii i handlu, obronił także doktorat. Pracował jako wykładowca akademicki z zakresu socjologii wsi na Uniwersytecie w Katanii. Związał się z Chrześcijańską Demokracją, znalazł się w jej krajowej radzie i kierował strukturami partii w Katanii. W latach 1971–1991 należał do Sycylijskiego Zgromadzenia Regionalnego. Zasiadał w kilku lokalnych rządach jako asesor, odpowiadający m.in. za turystykę, transport i rolnictwo, a od grudnia 1982 do października 1983 był prezydentem regionu.
W 1989 uzyskał mandat posła do Parlamentu Europejskiego. Przystąpił go grupy Europejskiej Partii Ludowej, należał do jej prezydium w latach 1990–1992 i 1993–1994. Zasiadał m.in. w Komisji Budżetowej, Komisji ds. Kontroli Budżetu, Delegacji ds. stosunków ze Stanami Zjednoczonymi oraz Delegacji ds. stosunków z Organizacją Narodów Zjednoczonych. Później działał w sycylijskich strukturach Unii Chrześcijańskich Demokratów i Centrum.